# العلاج بأشباه الأفيونات
العلاج بأشباه الأفيونات (OAT) هو علاج يتم فيه وصف أشباه الأفيونات للأشخاص الذين يعانون من اضطراب تعاطي الأفيون (OUD). حيث يقلل استخدامها من أعراض الانسحاب، والرغبة الملحّة في تعاطيه، ومخاطر الإصابة بفيروس نقص المناعة البشرية/الإيدز، والوفاة.[4] عادة ما يتم العلاج إلى جانب تقديم الإرشاد العلاجي. كما يمكن لطريقة العلاج هذه أن تكون مفيدة للسجناء.[4] ولا ينصح عمومًا بالعلاج عن طريق إزالة السموم الأفيونية وحده.[4]
يعدّ الميثادون والبوبرينورفين (بما في ذلك بوبرينورفين/نالوكسون) من المحفّزات الأكثر استخدامًا.  وتستمر فعاليتها عادة لمدة تتراوح بين 24 إلى 36 ساعة بعد كل جرعة، وتؤدي إلى الحصول على القليل من النشوة. كما يمكن أن تستغرق إلى ما يصل إلى 5 أيام لكي تبدأ فعاليتها بشكل واضح. وتوجد أيضًا تركيبات طويلة المفعول من البوبرينورفين.[4] وتتضمن الخيارات الأقل استخدامًا المورفين بطيء المفعول.[4][5]
تشمل الآثار الجانبية الإمساك والنعاس، والتعرّق. وقد يتضمن تناول جرعة زائدة أو حدوث تسريب للدواء. مع احتمال أكبر لظهور هذه المخاطر مع استخدام الميثادون. ويعتبر الاستخدام طويل الأجل لهذه المحفزات آمناً بشكل عام، وتختلف التوصيات بين استخدام يستمر لسنوات واستخدام يستمر إلى أجل غير مسمى.[6]
بدأ استخدام العلاج بأشباه الأفيونات في كندا عام 1959.[7] تتفاوت معدلات الاستخدام بشكل كبير بين الدول منذ عام 2020، حيث استخدم حوالي نصف المصابين باضطراب تعاطي الأفيون في أوروبا هذا العلاج، بالمقارنة مع معدلات لا تذكر في كل من آسيا وأفريقيا.[8] كلا الدوائين مدرجان في قائمة الأدوية الأساسية لمنظمة الصحة العالمية. في كند، وتُموّل تكاليف العلاج من قبل الحكومات الإقليمية.[7] كما تشمل الفوائد المجتمعية لاستخدام طريقة العلاج هذه انخفاضًا في أعداد الجرائم المتعلقة بالمخدرات.

## أنواعه

### الميثادون
يعدّ الميثادون منشّطًا أفيونياً استُخدم منذ عام 1964 في العلاج المُداوم، المعروف أيضًا بالعلاج بأشباه الأفيونات أو العلاج ببدائل الأدوية.[9][10] غالبًا ما يستمر العلاج لسنوات عديدة، وقد يستمر لعقود.[10] غالبًا ما تُقلِّل جرعة الميثادون من آثار الانسحاب لمدة ٢٤ ساعة تقريبًا، وأقل جرعة مُثلى هي 60 مغ.[10] وقد تشمل الآثار الجانبية للميثادون "الإمساك، وزيادة الوزن، وانخفاض الرغبة الجنسية، وعدم انتظام الدورة الشهرية".[10] (ص 467)
يقلل علاج الميثادون من الرغبة الشديدة في تناول المواد الأفيونية الأخرى، ويقلل من خطر الجرعة الزائدة المميتة من المخدرات في الشوارع لأن نقاء وقوة الميثادون معروفان، في حين تختلف المواد التي يُحصل عليها من الشوارع في قوتها ونقائها.[11][12] ومع ذلك، قد تسبب الجرعات العالية من الميثادون تثبيط الجهاز التنفسي أو النشوة.[13]